# Spallanzania multisetosa
Spallanzania multisetosa là một loài ruồi trong họ Tachinidae.